# 岩佐とも子
岩佐 とも子（いわさ ともこ）は、日本の女性アニメーター、キャラクターデザイナー。スタジオ雲雀所属。

## 概要
本名は岩佐智子。
代々木アニメーション学院大阪校アニメーター科出身。
『わがまま☆フェアリー ミルモでポン!』シリーズにおいては、テレビアニメ本編の作画監督を務めた他、トミー（現：タカラトミー）やショウワノートの関連商品のジャケット作画や「幼稚園」などの幼児向け雑誌の連載作画などを手掛け、独特の可愛らしさなどで評価されていた。

## 参加作品

### テレビアニメ
1999年
- KAIKANフレーズ（動画、原画）

2000年
- うちゅう人 田中太郎（2000年 - 2001年、原画）
- 闇の末裔（原画）

2001年
- 探偵少年カゲマン （原画）

2002年
- わがまま☆フェアリー ミルモでポン!（作画監督）

2003年
- わがまま☆フェアリー ミルモでポン! ごおるでん（作画監督）

2004年
- わがまま☆フェアリー ミルモでポン! わんだほう（作画監督）※ 関連商品のジャケット作画のみ
- メジャー（2004年 - 2005年、作画監督・総作画監督）

2006年
- かしまし 〜ガール・ミーツ・ガール〜（キャラクターデザイン・総作画監督）
- すもももももも 地上最強のヨメ（作画監督）

2007年
- Venus Versus Virus（総作画監督）
- 英國戀物語エマ 第二幕（作画監督）
- Myself ; Yourself（作画監督）

2008年
- ネットゴーストPIPOPA（キャラクターデザイン）

2010年
- 夢色パティシエール（原画）
- 迷い猫オーバーラン!（作画監督・原画・第3話エンディングイラスト）
- 爆丸バトルブローラーズ ニューヴェストロイア（作画監督）

2012年
- この中に1人、妹がいる!（OP原画）
- 獣旋バトル モンスーノ（総作画監督・作画監督・原画）

2014年
- ウィザード・バリスターズ 弁魔士セシル（作画監督）
- 精霊使いの剣舞（総作画監督）

2015年
- 暗殺教室（作画監督）

2016年
- 魔法少女育成計画（作画監督）

2017年
- クズの本懐（作画監督）
- この花綺譚（着付けアドバイザー）

2018年
- ハクメイとミコチ（キャラクターデザイン・プロップデザイン・総作画監督）
- あそびあそばせ（作画監督）
- ラディアン（作画監督）

2019年
- なむあみだ仏っ!-蓮台 UTENA-（作画監督）

2021年
- WAVE!!〜サーフィンやっぺ!!〜（キャタクターデザイン・作画監督）
- ピーチボーイリバーサイド（総作画監督）

2022年
- 阿波連さんははかれない（総作画監督）

2023年
- アルスの巨獣（作画監督）
- おとなりに銀河（作画監督）
- B-PROJECT〜熱烈*ラブコール〜（キャラクターデザイン）

### 劇場アニメ
2010年
- ジュノー（キャタクターデザイン・総作画監督）

2012年
- ROAD TO NINJA -NARUTO THE MOVIE-（原画）

2019年
- 映画ドラえもん のび太の月面探査記（原画）
- 名探偵コナン 紺青の拳 (原画)

2020年
- WAVE!!〜サーフィンやっぺ!!〜（キャラクターデザイン）

### OVA
- 遙かなる時空の中で2-白き龍の神子-（2004年、原画）
- エスカクロン（2017年、作画監督・原画）